# 메시에 69
메시에 69(M69, NGC 6637)는 궁수자리에 있는 구상 성단이다. 1780년 8월 31일 샤를 메시에가 발견했는데, 그는 같은 날 밤 M70도 함께 발견했다. 당시 메시에는 라카유가 1751~1752년에 기술했던 어떤 천체를 찾고 있던 중이었으며, 메시에 69를 자신이 다시 발견하여 그 존재를 입증한 것이라고 믿었다. 그러나 정말로 라카유가 M69를 실제로 발견하여 기술한 것이었는지는 확실하지 않다.
M69는 지구에서 약 29,700 광년 떨어져 있고, 성단 구체의 반지름은 약 42 광년이다. 근처에는 M70이 있는데 둘은 서로 대략 1,800 광년 떨어져 있고 둘 다 우리 은하 중심부에 가까이 놓여 있다.

## 같이 보기
- 메시에 천체 목록